# Maják Malarrif
Maják Malarrif (islandsky Malarrifsviti) je maják v Malarrifu na západě Islandu. Leží na jižním pobřeží poloostrova Snæfellsnes, jižně od sopky Snæfellsjökull, asi 10 km západně od Arnarstapi. 

## Historie
První maják v Malarrifu byl postaven v roce 1917 a byl vysoký 20 metrů. Měl kovovou příhradovou konstrukci, která byla vyrobena v Reykjavíku a po částech přemístěna na určené místo. Konstrukce časem zkorodovala vlivem nepříznivých podmínek a v roce 1946 byla nahrazena betonovou stavbou. Jejím architektem byl Ágúst Pálssyni. Strážce majáku, který maják obsluhoval, zde bydlel od roku 1917 do roku 1991. V roce 1953 byl postaven obytný dům, který byl v roce 1966 rozšířen.
Maják se nachází v národním parku Snæfellsjökull a je chráněnou stavbou.

## Popis
Bílá válcová věž o průměru 24 m se čtyřmi opěráky vysoká 24,5 m je ukončena ochozem a červenou lucernou. Světelný zdroj se nachází ve výšce 30 m nad mořem a každých 30 sekund vydává 4 záblesky bílé, červené nebo zelené barvy v závislosti na směru. Do roku 1957 bylo používáno plynové světlo, od roku 1957 je používáno elektrické světlo. Světlo je zvětšováno čočkou o průměru 1000 mm, která se ve starém majáku používala ještě v jeho počátcích. Maják byl automatizován v roce 1991. Na majáku byl nějakou dobu provozován radiomaják.

## Data
- Charakteristika světla: Fl (4) WRG 30 s[4]
- Dosvit: bílé světlo 16 nm (30 km), červené  a zelené 13 nm (24 km)
- Sektor pro: červené světlo 255°–265°, bílé 265°–105°, zelené 105°–130°

### Označení
- ARLHS: ICE-067
- Admiralty: L4534;
- NGA: 18412
- VIT-062